# Liste du patrimoine immobilier classé de Blegny
Cette page regroupe l'ensemble du patrimoine immobilier classé de la ville belge de Blegny.
| Objet | Année de construction / Architecte | Adresse                    | Section communale            | Coordonnées                      | Numéro d’inventaire | Illustration |
| --- | ---------------------------------- | -------------------------- | ---------------------------- | -------------------------------- | ------------------- | --- |
| Château de Cortils (façades et toitures) à Mortier (M) et l'ensemble formé par ce château et les terrains environnants à Mortier, Trembleur et Saint-André (S) (+ DALHEM/Saint-André, Cortils) |                                    | Cortils                    | Mortier                      | 50° 41′ 45″ nord, 5° 44′ 36″ est | 62119-CLT-0001-01   | Château de Cortils (façades et toitures) à Mortier (M) et l'ensemble formé par ce château et les terrains environnants à Mortier, Trembleur et Saint-André (S) (+ DALHEM/Saint-André, Cortils) |
| Ruines du château de Saive (M) et l'ensemble formé par ces ruines et les terrains qui l'entourent (S)                                                                                          |                                    | Rue du Vieux Château 1     | Saive                        | 50° 39′ 35″ nord, 5° 40′ 59″ est | 62119-CLT-0002-01   | Ruines du château de Saive (M) et l'ensemble formé par ces ruines et les terrains qui l'entourent (S)                                                                                          |
| Château de Méan (façades, toitures, salle de bal du deuxième étage) |                                    | Rue Cahorday, n°3          | Saive                        | 50° 39′ 06″ nord, 5° 40′ 37″ est | 62119-CLT-0003-01   | Château de Méan (façades, toitures, salle de bal du deuxième étage) |
| Dépendance (façades et toitures) de la maison |                                    | Rue Cohy, n°9              | Saive                        | 50° 39′ 30″ nord, 5° 40′ 40″ est | 62119-CLT-0004-01   | Image manquanteTéléverser |
| L'église Saint-Pierre (M) et l'ensemble formé par l'église et ses abords (S) |                                    |                            | Saive                        | 50° 39′ 11″ nord, 5° 40′ 56″ est | 62119-CLT-0005-01   | L'église Saint-Pierre (M) et l'ensemble formé par l'église et ses abords (S) |
| Ensemble formé par la chapelle Saint-Gilles de Richelette et ses abords à Mortier |                                    | Chemin du Gué              | Mortier                      | 50° 41′ 14″ nord, 5° 43′ 53″ est | 62119-CLT-0007-01   | Ensemble formé par la chapelle Saint-Gilles de Richelette et ses abords à Mortier |
| Ferme de Pixho (façades et toitures), allée des Marronniers, n°2 (M) et l'ensemble formé par cette ferme et ses abords (S)                                                                     |                                    | allée des Marronniers, n°2 | Saive                        | 50° 38′ 43″ nord, 5° 40′ 50″ est | 62119-CLT-0009-01   | Image manquanteTéléverser |
| Certaines parties de la ferme du château à savoir : - Bâtiments II, III et IV; - Porche d'entrée avec la tour qui le surmonte; - Tour circulaire de l'angle sud.                               |                                    | Rue Wérihet, n°7           | Housse                       | 50° 40′ 53″ nord, 5° 41′ 34″ est | 62119-CLT-0010-01   | Image manquanteTéléverser |
| Ferme |                                    | Rue des Châteaux, n°24     | Saive                        | 50° 39′ 04″ nord, 5° 40′ 49″ est | 62119-CLT-0011-01   | Image manquanteTéléverser |
| Blegny-Mine |                                    |                            | Trembleur Mortier Saint-Remy | 50° 41′ 11″ nord, 5° 43′ 22″ est | 62119-CLT-0012-01   | Blegny-Mine |